# Dromornis australis
Dromornis australis – gatunek wymarłego, olbrzymiego, nielotnego ptaka z rodziny Dromornithidae, występującego w pliocenie na terenach Australii. 
Jego skamieniałe szczątki jako pierwszy opisał biolog Richard Owen w 1872 roku. Uznawany jest za największego ptaka, jaki kiedykolwiek istniał na Ziemi. Dokładna charakterystyka wyglądu i ekologii tego gatunku ptaka jest trudna do ustalenia, ze względu na fragmentaryczne szczątki odkryte do tej pory.
Wymarły gatunek Dromornis stirtoni, występujący na terenach Australii w późniejszym okresie uznawany jest przez niektórych badaczy za następcę Dromornis australis. 